# ماسيمو ماسيني
ماسيمو ماسيني (بالإيطالية: Massimo Masini)‏ مواليد 9 مايو 1945 في إيطاليا، هو لاعب كرة سلة إيطالي سابق. مثّل منتخب بلاده. شارك في مسابقة كرة السلة في الألعاب الأولمبية الصيفية.

## الميداليات
| الميدالية | المسابقة                         |
| --------- | -------------------------------- |
| برونزية   | بطولة أمم أوروبا لكرة السلة 1971 |

## روابط خارجية
- ماسيمو ماسيني على موقع الاتحاد الدولي لكرة السلة (الإنجليزية)
- ماسيمو ماسيني على موقع سبورتس رفرنس (الإنجليزية)
- ماسيمو ماسيني على موقع اللجنة الأولمبية الدولية (الإنجليزية)
- ماسيمو ماسيني على موقع أوليمبيديا (الإنجليزية)